# Kanton Domont
Kanton Domont is een kanton van het Franse departement Val-d'Oise. Kanton Domont maakt deel uit van het arrondissement Sarcelles en telde, in 1999, 23 278 inwoners. Het werd bij decreet van 17 februari 2014, met uitwerking in maart 2015, uitgebreid en telde in 2017: 61 380 inwoners.

## Gemeenten
Het kanton Domont omvatte tot 2014 de volgende 4 gemeenten:
- Attainville (1.732 inwoners)
- Bouffémont (5.701 inwoners)
- Domont (14.883 inwoners) (hoofdplaats)
- Moisselles (962 inwoners)

Vanaf 2015 zijn dat :
- Baillet-en-France
- Béthemont-la-Forêt
- Bouffémont
- Chauvry
- Domont
- Moisselles
- Montsoult
- Piscop
- Le Plessis-Bouchard
- Saint-Leu-la-Forêt
- Saint-Prix